# Гней Генуций
Гней Генуций (на латински: Cnaeus Genucius) е политик на Римската република през 5 век пр.н.е. Произлиза от плебейския клон на фамилията Генуциите.
Той е избран за народен трибун през 474 пр.н.е. или 473 пр.н.е. Работи върху аграрния закон от 476 пр.н.е. В опозиция е на консулите от 474 пр.н.е. Луций Фурий Медулин и Авъл Манлий Вулзон.
Вероятно е убит през 473 – 472 пр.н.е.